# Osella FA1G
O FA1G é o modelo da Osella das temporadas de 1985, 1986 e de um GP de 1987 da F1. Condutores: Piercarlo Ghinzani, Huub Rothengatter, Allen Berg e Gabriele Tarquini.
http://b.f1-facts.com/ul/a/4108

## Resultados[1]
(legenda) 
| Ano  | Chassi | Motor                    | Pneus | N° | Pilotos            | 1   | 2   | 3   | 4   | 5   | 6   | 7   | 8   | 9   | 10  | 11  | 12  | 13  | 14  | 15  | 16  | Pontos | Posição  |  |
| ---- | ------ | ------------------------ | ----- | -- | ------------------ | --- | --- | --- | --- | --- | --- | --- | --- | --- | --- | --- | --- | --- | --- | --- | --- | ------ | -------- |  |
|      |        |                          |       |    |                    |     |     |     |     |     |     |     |     |     |     |     |     |     |     |     |     |        |          |  |
|      |        |                          |       |    |                    | BRA | POR | SMR | MON | CAN | USE | FRA | GBR | GER | AUT | NED | ITA | BEL | EUR | RSA | AUS |        |          |  |
| 1985 | FA1G   | Alfa Romeo 890T V8 turbo | P     | 24 | Piercarlo Ghinzani |     |     |     | 12  | 9   | NC  | NQ  | Ret |     |     |     |     |     |     |     |     | 01     | NC (11º) |  |
| 1985 | FA1G   | Alfa Romeo 890T V8 turbo | P     | 24 | Huub Rothengatter  |     |     |     |     |     |     |     |     | Ret | 9   | NC  | Ret | NC  | NQ  | Ret | 7   | 01     | NC (11º) |  |
|      |        |                          |       |    |                    |     |     |     |     |     |     |     |     |     |     |     |     |     |     |     |     |        |          |  |
|      |        |                          |       |    |                    | BRA | ESP | SMR | MON | BEL | CAN | EUA | FRA | GBR | GER | HUN | AUT | ITA | POR | MEX | AUS |        |          |  |
| 1986 | FA1G   | Alfa Romeo 890T V8 turbo | P     | 21 | Piercarlo Ghinzani | Ret | Ret | Ret | NQ  | Ret | Ret | Ret |     | Ret | Ret | Ret | 11  | Ret | Ret | Ret | Ret | 02     | NC (14º) |  |
| 1986 | FA1G   | Alfa Romeo 890T V8 turbo | P     | 22 | Allen Berg         |     |     |     |     |     |     |     | Ret |     |     |     |     |     |     |     |     | 02     | NC (14º) |  |
|      |        |                          |       |    |                    |     |     |     |     |     |     |     |     |     |     |     |     |     |     |     |     |        |          |  |
|      |        |                          |       |    |                    | BRA | SMR | BEL | MON | USE | FRA | GBR | GER | HUN | AUT | ITA | POR | ESP | MEX | JAP | AUS |        |          |  |
| 1987 | FA1G   | Alfa Romeo 890T V8 turbo | G     | 22 | Gabriele Tarquini  |     | Ret |     |     |     |     |     |     |     |     |     |     |     |     |     |     | 03     | NC (15º) |  |

↑1  Os gps: Brasil, Portugal e San Marino, Ghinzani conduziu o FA1F e Rothengatter apenas na Bélgica.
↑2  Do GP do Brasil até Canadá, Ghinzani conduziu o FA1F; Berg no Leste dos Estados Unidos, Alemanha até Austrália e menos na Itália que teve Caffi no comando. Ghinzani conduziu o FA1H na França e Berg na Grã-Bretanha.
↑3  Do GP do Brasil até Austrália, Caffi conduziu o FA1I e Forini apenas na Itália e Portugal. 